# Хасслер, Оливер
Оливер Хасслер (нем. Oliver Hassler, род. 4 января 1988) — немецкий борец греко-римского стиля, призёр чемпионата мира.

## Биография
Родился в 1988 году в Титизе-Нойштадте. В 2008 году завоевал бронзовую медаль чемпионата мира среди юниоров.
В 2011 году стал чемпионом Германии. В 2014 году вновь стал чемпионом Германии, и завоевал серебряную медаль чемпионата мира.